# Francesc Moragas i Barret
Francesc Moragas i Barret (Barcelona, 13 de desembre de 1868 - 27 de març de 1935) fou un advocat i economista català.

## Biografia
Fill de l'advocat Arístide Moragas i Barret i de la seva esposa, Consol Barret i Carafí, va néixer al núm. 7 del carrer Lledó de Barcelona (vegeu Palau Benet-Desvilar). Els seus dos avis es van dedicar també al dret, sent el patern Ferran Moragas i Ubach un notari nascut a Berga, i el seu avi matern Francesc Barret i Druet, un advocat nascut a Barcelona. Francesc Moragas i Barret es va especialitzar en els problemes de previsió i d'estalvi i fou Secretari del Foment del Treball Nacional i conseller adjunt de la Mancomunitat de Catalunya.
Amb Lluís Ferrer-Vidal i Soler, va preparar i fundar la Caixa de Pensions per a la Vellesa i d'Estalvis el 1904, de la qual fou director, i va crear nombroses institucions benèfiques, com els Homenatges a la Vellesa, l'Institut de la Dona que Treballa, l'Empar de Santa Llúcia per a cegues, l'Obra de les Colònies Infantils i socials obreres, la Clínica Maternal i l'Institut de Serveis Socials, entre d'altres.
El 1930 va rebre la Gran Creu de Beneficència i fou condecorat pel govern francès.

## Obres
- Jerarquía de las instituciones de previsión social (1912)
- Armonías entre el seguro social y mercantil (1914)